# Obedullaganj
Obedullaganj là một thị xã và là một nagar panchayat của quận Raisen thuộc bang Madhya Pradesh, Ấn Độ.

## Nhân khẩu
Theo điều tra dân số năm 2001 của Ấn Độ, Obedullaganj có dân số 19.955 người. Phái nam chiếm 53% tổng số dân và phái nữ chiếm 47%. Obedullaganj có tỷ lệ 67% biết đọc biết viết, cao hơn tỷ lệ trung bình toàn quốc là 59,5%: tỷ lệ cho phái nam là 74%, và tỷ lệ cho phái nữ là 59%. Tại Obedullaganj, 15% dân số nhỏ hơn 6 tuổi.